# Geert De Sutter
Geert De Sutter, né le 5 janvier 1964 à Uccle (province de Brabant), est un auteur de bande dessinée, illustrateur et enseignant belge néerlandophone.

## Biographie
Geert De Sutter naît le 5 janvier 1964 à Uccle,. Dès son plus jeune âge, il se passionne pour la bande dessinée, mais aussi pour la religion. « Ma foi est profondément enracinée et constitue un pilier de ma vie. », confesse-t-il. « C’est un honneur de travailler pour le Seigneur. »
Il étudie à l'Institut Saint-Luc à Bruxelles. Il est l'assistant de Bob De Moor sur Snoe en Snolleke, l'épisode Dali Capitan de la série Cori le Moussaillon, Blake et Mortimer (Les Trois Formules du professeur Satō t. 2) et Barelli (Bruxelles bouillonne) dans les années 1980. Son album Pol Plantijn - De Polyglotta's van Plantijn est publié par De Vlijt comme publicité pour Gazet van Antwerpen en 1991. Au début des années 1990, il réalise également deux livres avec Johan van de Rand pour Het Komitee der Randgemeenten.
De Sutter réalise plusieurs albums de bandes dessinées en commande auprès d'un petit éditeur de Durbuy : Coccinelle BD. Il réalise l'album La Joie d'un choix pour une congrégation parisienne, N'ayez pas peur ! pour le diocèse de Rotterdam en 2007, Jan van Pietersheim pour De Vrienden van Pietersheim en 2010 et De Verre Bestemming, De Grote Reis van Zuster Marie-Adolphine [« La Destination lointaine. Le Grand Voyage de sœur Marie-Adolphine »] pour la fondation sœur Marie-Adolphine. Il réalise le scénario de Valentinus - 't Heilig Paterke, une bande dessinée dessinée par Swerts et Luc Van Asten (Vanas) pour les frères mineurs de Hasselt lors des célébrations de la Virga Jesse en 2010. Une histoire qu'il réalise en collaboration avec Fritz Van den Heuvel pour Suske en Wiske Weekblad est finalement publiée dans P@per. En 2011, il rend un hommage graphique à Pom dans l'album hommage collectif Op Het Spoor van Pom « [Sur la trace de Pom] ».
Il rencontre Jean-François Kieffer lors d'un Festival international de la bande dessinée d'Angoulême. Ce dernier lui propose de collaborer et d’illustrer l’Ancien Testament pour l’album La Bible pour les enfants en BD, publié dans la collection « L'Évangile en bd » aux éditions Mame en 2019. Puis, il se lance dans la conception et l’illustration d’une nouvelle collection : « Cherche et trouve Sara et Simon » dont les trois premiers tomes évoquent la vie de Jésus de Nazareth et les saints et les chemins de Compostelle. En 2023, la collection compte six volumes dont certains sont traduits en espagnol et publiés par Ediciones Rialp. La même année, il expose à Kiewit sur le thème de Saint-Jacques-de-Compostelle.
Il réalise encore l'affiche du Salon du livre pour toute la famille de Marcq-en-Barœul en 2023.

### Enseignant
Avec Wim Swerts, il dirige également le cours de dessinateur de bandes dessinées à SYNTRA Hasselt, De Sutter se concentrant sur la narration et Wim Swerts sur les aspects techniques du dessin numérique. Il enseigne également à Bruges.

### Vie privée
Il vit à Zonhoven. Il est marié et père de deux enfants.

## Œuvres

### Albums de bande dessinée en français
- La Joie d'un choix, Coccinelle BD, Durbuy, 2006
Scénario : Geert De Sutter, Paule Fostroy - Dessin : Geert De Sutter - Couleurs : Lighthouse Productions -  (ISBN 2-930273-36-4)
- N'ayez pas peur !, Coccinelle BD, Durbuy, février 2007
Scénario et dessin : Geert De Sutter - Couleurs : Lighthouse Productions -  (ISBN 9782930273433)
- La Bible pour les enfants en BD, éditions Mame, coll. « L'Évangile en bd », Paris, 18 octobre 2019
Scénario : Christine Ponsard - Dessin : Geert De Sutter, Jean-François Kieffer - Couleurs : quadrichromie -  (ISBN 9782728924318)

### Littérature jeunesse

#### Collection «Cherche et trouve Sara et Simon»
- La Vie de Jésus[8], Mame, 10 septembre 2021  (ISBN 9782728928217).
- Les Saints[8], Mame, 10 septembre 2021  (ISBN 9782728930081).
- Sur les chemins de Compostelle, Mame, 8 avril 2022  (ISBN 9782728931705).
- Les Douze Apôtres, Mame, 9 septembre 2022  (ISBN 9782728931927).
- La Vie au Mont-Saint-Michel, Mame, 14 avril 2023  (ISBN 9782728933174).
- Jésus, petit garçon, Mame, 20 octobre 2023  (ISBN 9782728934317).